# Bulbophyllum bryophytoides
Bulbophyllum bryophytoides är en orkidéart som beskrevs av G.A.Fisch. och Andriant. Bulbophyllum bryophytoides ingår i släktet Bulbophyllum och familjen orkidéer. Inga underarter finns listade i Catalogue of Life.